# Сен-Жан-Пудж
Сен-Жан-Пудж (фр. Saint-Jean-Poudge) — коммуна во Франции, находится в регионе Аквитания. Департамент — Атлантические Пиренеи. Входит в состав кантона Тер-де-Люи и Кото-дю-Вик-Бий. Округ коммуны — По.
Код INSEE коммуны — 64486.

## География
Коммуна расположена приблизительно в 630 км к югу от Парижа, в 150 км южнее Бордо, в 30 км к северо-востоку от По.
На северо-востоке коммуны протекает река Леес.

### Климат
Климат тёплый океанический. Зима мягкая, средняя температура января — от +5°С до +13°С, температуры ниже −10 °C бывают редко. Снег выпадает около 15 дней в году с ноября по апрель. Максимальная температура летом порядка 20-30 °C, выше 35 °C бывает очень редко. Количество осадков высокое, порядка 1100 мм в год. Характерна безветренная погода, сильные ветры очень редки.

## Население
Население коммуны на 2010 год составляло 84 человека.
| 1962 | 1968 | 1975 | 1982 | 1990 | 1999 | 2010 |
| ---- | ---- | ---- | ---- | ---- | ---- | ---- |
| 102  | 85   | 90   | 84   | 67   | 64   | 84   |

## Администрация
| Период | Период | Фамилия           | Партия | Примечания |
| ------ | ------ | ----------------- | ------ | ---------- |
| 1995   | 2008   | Рене Ларруко      |        |            |
| 2008   | 2014   | Сандра Лассюс-Тез |        |            |
| 2014   | 2020   | Сандра Дюберне    |        |            |

## Экономика
В 2010 году среди 42 человек трудоспособного возраста (15-64 лет) 35 были экономически активными, 7 — неактивными (показатель активности — 83,3 %, в 1999 году было 65,9 %). Из 35 активных жителей работали 31 человек (18 мужчин и 13 женщин), безработных было 4 (2 мужчин и 2 женщины). Среди 7 неактивных 0 человек были учениками или студентами, 3 — пенсионерами, 4 были неактивными по другим причинам.

## Достопримечательности
- Церковь Св. Иоанна Крестителя (XI век)[4]
- Замок Сен-Жан-Пудж (XVI век)[5]